# Benjamin Rioux
Pour les articles homonymes, voir Rioux.
Pas d'image ? Cliquez ici

a Compétitions nationales et continentales officielles uniquement.

Dernière mise à jour le 11 novembre 2021.
Benjamin Rioux, né le 14 juillet 1982, est un joueur de rugby à XV évoluant au poste de talonneur (1,75 m pour 95 kg).

## Clubs successifs
- Stade toulousain (jusqu'en 2003)
- US Colomiers (2003-2009)
- Sporting club graulhetois (2009-2011)
- US Colomiers (2011-2018)

## Palmarès

### En club
Avec le Stade toulousain
- Championnat de France cadet :
  - Champion (1) : 1999
- Championnat de France junior Crabos :
  - Champion (1) : 2000
- Coupe Frantz Reichel :
  - Champion (1) : 2002

Avec l'US Colomiers
- Championnat de France de Fédérale 1 :
  - Champion (3) : 2005, 2008 et 2012

### En sélection
- International -18 ans : participation au tournoi des six nations 2000.
- International -19 ans : vice-champion du monde 2001 au Chili, face à la Nouvelle-Zélande.
- International -21 ans : participation au championnat du monde 2003 en Angleterre.
- International amateur